# Cheung Chau
Cheung Chau (en chino, 長洲; literalmente, ‘isla larga’) es una pequeña isla localizada a 10 km al suroeste de la isla de Hong Kong, y al sur de China apodada como "isla pesa" por su particular forma. Ha sido habitada durante más tiempo que la mayoría de otros lugares del territorio de Hong Kong, con una población de unos 23.000 habitantes en 2006. Administrativamente, forma parte de las "Islas del Distrito".

## Geografía
Geográficamente, la isla está formado por dos masas de granito que en su mayoría se unieron por lo que fue probablemente una vez un tómbolo, una especie de banco de arena. Con una superficie de 2,45 km², la isla es alargada, de ahí que el nombre traducido del chino cantonés sea Isla Larga. La isla esta en forma de mancuerna, con colinas en los extremos norte y sur y los asentamientos concentrados en el medio.